# Squadra ucraina di Fed Cup
La squadra ucraina di Fed Cup (Жіноча збірна України з тенісу) rappresenta l'Ucraina nella Fed Cup, ed è posta sotto l'egida della Federazione tennistica ucraina.
La squadra partecipa alla competizione dal 1993, e non ha mai ottenuto risultati di rilievo. Fino al 1992, prima dell'ottenimento dell'indipendenza, le tenniste ucraine giocavano per l'Unione Sovietica e per la CSI. Come in tutti gli altri sport, anche nel tennis i risultati ottenuti da queste due rappresentative sono considerati parte dell'attuale squadra russa.
L'Ucraina ha partecipato per la prima volta al Gruppo Mondiale nel 2010, perdendo però subito la categoria a seguito delle sconfitte contro l'Italia nel primo turno e successivamente contro l'Australia negli spareggi. Nel 2011 è riuscita ad ottenere nuovamente la promozione al Gruppo Mondiale dopo un solo anno di assenza, salvo poi retrocedere ancora nel 2012.
Nel 2013, vengono sconfitte dalla Spagna per 3-1 nel match valevole per il Gruppo Mondiale II. Negli spareggi per rimanerci, affrontano il Canada: Svitolina si impone su Bouchard in rimonta (6(8)-7 6-3 6-2) ma poi sia Fichman che la stessa Bouchard portano in vantaggio le nordamericane sconfiggendo Tsurenko. Svitolina porta la situazione sul 2-2 battendo Fichman (6-4 7-6(4)); nel doppio decisivo, il Canada prevale, portando alla retrocessione dell'Ucraina nel gruppo zonale euro-africano.
Nel 2014, sono inserite nel gruppo C della zona euro-africana, assieme a Israele, Austria e Slovenia: il team ucraino passa agevolmente il girone al primo posto, qualificandosi per lo spareggio promozione contro la Romania; Ol'ga Savčuk perde da Cîrstea mentre Halep si impone su Svitolina, impedendo alle ucraine di salire di categoria.
Il 2015 non è un anno buono per il team: nel gruppo B della zona euro-africana, sono assieme a Gran Bretagna, Turchia e Liechtenstein. Nonostante i successi con Turchia (2-1) e Liechtenstein (3-0), perdono nettamente la sfida decisiva con la Gran Bretagna (0-3), non accedendo agli spareggi per salire al Gruppo Mondiale II; nello spareggio per il 9º/10º posto, battono la Bulgaria per 2-0, terminando al nono posto l'annata.
Nel 2016, nel gruppo A della zona euro-africana, dominano Portogallo e Svezia vincendo per 3-0 su entrambe le compagini. Nello spareggio promozione, Bondarenko e Savčuk trascinano l'Ucraina nel successo per 3-0 su Israele, riportando le giallo-blu negli spareggi per accedere al Gruppo Mondiale II: nella circostanza, sfidano l'Argentina sul cemento di Kiev. Le ucraine passeggiano sulle sudamericane, perdendo un totale di appena 14 games in 4 match giocati.
Nel 2017, dopo 4 anni di assenza ritorna nel Gruppo Mondiale II. A Charkiv, ospitano l'Australia: Svitolina vince due singolari mentre Tsurenko si impone su Gavrilova, regalando così all'Ucraina la possibilità di ritornare nel Gruppo Mondiale dopo 6 anni. Nello spareggio di aprile, trovano la Germania: Görges e Kerber si dimostrano troppo forti per Svitolina e Tsurenko e la Germania si impone per 3-2.
nel 2018, nel Gruppo Mondiale II le ucraine ritrovano l'Australia: Ljudmyla Kičenok e Marta Kostjuk vincono e perdono un singolare ciascuno, rimandando al doppio il verdetto della sfida. Le sorelle Kičenok perdono per 3-6 4-6 da Barty/Dellacqua, cedendo la sfida per 3-2. In aprile, le ucraine sfidano il Canada per rimanere nel Gruppo Mondiale II: le due squadre si ritrovano sul 2-2, con Bouchard che porta ambedue i punti alle nordamericano e Tsurenko e Bondarenko che regalano alle europee i due punti. Nel doppio decisivo, come successo con l'Australia, anche qui le ucraine si arrendono, questa volta ad Andreescu/Dabrowski, perdendo per 3-2 la sfida e retrocedendo ai gruppi zonali.
Nel 2019, nel gruppo zonale euro-africano, le ucraine vengono inserite nel gruppo B con Svezia, Bulgaria ed Estonia. Il team ucraino vince agevolmente sull'Estonia (3-0) e batte per 2-1 la Bulgaria; nello scontro con la Svezia, decisivo per accedere allo spareggio per la promozione, l'Ucraina cede per 2-1, terminando al secondo posto. Negli spareggi per il 5º/8º posto, l'Ucraina perde dalla Polonia (1-2), chiudendo 7º nella classifica finale di questa zona.
Nel 2020, cambia il formato della competizione: nella nuova Billie Jean King Cup, dai gruppi zonali euro-africani possono essere promosse 4 nazioni (non più solo due), che accedono ai play-off per poter disputare, nell'edizione successiva, alle qualificazioni per essere uno dei 12 team della fase finale della Billie Jean King Cup. Nel gruppo A della zona Europa/Africa, le ucraine passano senza problemi come prime, superando sia Croazia (3-0) che Bulgaria (3-0). Nello spareggio per accedere ai Play-off, affrontano l'Estonia: Jastrems'ka batte Elena Malõgina in due set mentre Anett Kontaveit pareggia lo scontro prevalendo a sorpresa su Elina Svitolina (6-3 6(5)-7 6-2); nel tie decisivo, Kostjuk/Jastrems'ka lasciano due giochi alle malcapitate estoni, permettendo all'Ucraina la promozione. Nei play-off giocati nell'aprile 2021 (a causa della pandemia di COVID-19), l'Ucraina affronta il Giappone sulla terra rossa di Čornomors'k: grazie alla presenza di Svitolina e all'assenza delle più forti nipponiche (Osaka, Doi, Nara) le europee vincono per 4-0, garantendosi un posto nelle qualificazioni della Billie Jean King Cup 2022; se vinceranno il loro incontro di qualificazione, saranno presenti alle fasi finali di novembre.

## Risultati
| = Incontro del Gruppo Mondiale |

### 2010-2019
| Anno | Turno                          | Data          | Sede              | Avversario    | Punteggio | Esito     |
| ---- | ------------------------------ | ------------- | ----------------- | ------------- | --------- | --------- |
| 2010 | Gruppo Mondiale, 1º turno      | 6-7 febbraio  | Charkiv (UKR)     | Italia        | 1 – 4     | Sconfitta |
| 2010 | Spareggi Gruppo Mondiale       | 24-25 aprile  | Charkiv (UKR)     | Australia     | 0 – 5     | Sconfitta |
| 2011 | Gruppo Mondiale II             | 5-6 febbraio  | Helsingborg (SWE) | Svezia        | 3 – 2     | Vittoria  |
| 2011 | Spareggi Gruppo Mondiale       | 16-17 aprile  | Melbourne (AUS)   | Australia     | 3 – 2     | Vittoria  |
| 2012 | Gruppo Mondiale, 1º turno      | 4-5 febbraio  | Biella (ITA)      | Italia        | 2 – 3     | Sconfitta |
| 2012 | Spareggi Gruppo Mondiale       | 21-22 aprile  | Charkiv (UKR)     | Stati Uniti   | 0 – 5     | Sconfitta |
| 2013 | Gruppo Mondiale II             | 9-10 febbraio | Alicante (ESP)    | Spagna        | 1 – 3     | Sconfitta |
| 2013 | Spareggi Gruppo Mondiale II    | 20-21 aprile  | Kiev (UKR)        | Canada        | 2 – 3     | Sconfitta |
| 2014 | Gruppo I, Fase a gironi        | 5 febbraio    | Budapest (HUN)    | Israele       | 3 – 0     | Vittoria  |
| 2014 | Gruppo I, Fase a gironi        | 6 febbraio    | Budapest (HUN)    | Slovenia      | 3 – 0     | Vittoria  |
| 2014 | Gruppo I, Fase a gironi        | 8 febbraio    | Budapest (HUN)    | Austria       | 2 – 1     | Vittoria  |
| 2014 | Gruppo I, Playoff              | 9 febbraio    | Budapest (HUN)    | Romania       | 0 – 2     | Sconfitta |
| 2015 | Gruppo I, Fase a gironi        | 4 febbraio    | Budapest (HUN)    | Turchia       | 2 – 1     | Vittoria  |
| 2015 | Gruppo I, Fase a gironi        | 5 febbraio    | Budapest (HUN)    | Liechtenstein | 3 – 0     | Vittoria  |
| 2015 | Gruppo I, Fase a gironi        | 6 febbraio    | Budapest (HUN)    | Gran Bretagna | 0 – 3     | Sconfitta |
| 2015 | Gruppo I, Playoff 9º-10º posto | 7 febbraio    | Budapest (HUN)    | Bulgaria      | 2 – 0     | Vittoria  |